# Grup Servicii Petroliere
Grup Servicii Petroliere (GSP), este o companie ce desfășoară activități în sectorul forajului marin și al serviciilor anexe, din România.
Compania a fost înființată în anul 2004 și este controlată de omul de afaceri Gabriel Comănescu, care deține 90% din acțiuni prin firma Upetrom Grup Management.
Pe piața serviciilor și echipamentelor petroliere, GSP are ca principal concurent Petromservice, companie deținută de Asociația salariaților din Petrom.
În septembrie 2014, flota GSP era formată din 13 nave multifuncționale, opt platforme de foraj marin, trei nave de construcții marine și două macarale plutitoare de mare tonaj.

## Istoric
La sfârșitul anului 2005, GSP a achiziționat de la Petrom șase platforme marine, la prețul de 80,3 milioane de Euro (100 milioane de dolari).
Ulterior, una dintre platforme, numită Fortuna, a fost vândută către Oriental Oil Company din Emiratele Arabe Unite.
Două dintre platforme, Orizont și Atlas, sunt situate în Golful Persic și două în Marea Neagră - Saturn, de-a lungul coastelor României și Prometeu, în apropiere de coastele Turciei.
În Golful Persic, GSP forează pentru Oriental Oil Ltd.
În noiembrie 2009, compania a semnat un contract în valoare de 269 milioane de dolari, cu compania Stroygazmontazh din Federația Rusă, contract potrivit căruia Grup Servicii Petroliere va construi un gazoduct în Marea Neagră.
Acest proiect este al Gazprom și include conectarea conductei Dzhubga-Lazrevskoe-Soci la conducta principală de gaz intercontinentală Rusia-Turcia, în orașul Gorsky, în regiunea Tuapse.

## Date economice
Număr de angajați în 2007: 700
Cifra de afaceri:
- 2009: 220 milioane euro[4]
- 2007: 76,5 milioane euro[1]